# Кудь (деревня)
Кудь — деревня в Пеновском районе Тверской области России. Входит в состав Чайкинского сельского поселения.

## География
Расположена на одноимённой реке, в 13 км по прямой и в 20 км по автодорогам к северо-западу от районного центра. 

## История
Жители исторически занимались сплавом леса. Деревня находилась на Холмском тракте, соединяющем города Осташков и Холм. В 1903 году в Куди была открыта начальная школа.

## Население
| 1859 | 1897 | 2010 |
| ---- | ---- | ---- |
| 84   | ↗133 | ↘5   |

Согласно результатам переписи 2002 года, в национальной структуре населения русские составляли 92 % от общей численности населения в 13 чел..

## Транспорт
Деревня доступна автотранспортом, рядом с ней проходит автодорога 28Н-1237. Остановка общественного транспорта «Кудь».